# Rezin
Rezin o Ressín (llatí Rasin, hebreu: רְצִין) fou rei d'Aram o Damasc que va governar al segle viii aC. Era tributari del rei Teglatfalassar III d'Assíria.
Vers el 734 aC va planejar conquerir el regne d'Acaz de Judà aliat a Pecahià d'Israel. Acaz va demanar ajut al seu sobirà assiri que va acudir (entre 734 i 732 aC) i va conquerir Damasc annexionant el regne; la població fou deportada i Rezin executat (2 Kings 16:7-9). Cap altra font que la Bíblia assenyala la seva execució però tampoc la desmenteix. El llibre sagrat assegura que la derrota del rei d'Israel i el rei de Damasc fou profetitzada per Isaies (7:14), vinculada al naixement d'un infant, que probablement fou Ezequies, fill i hereu d'Acaz que justament es va produir llavors.